# Noctua inornata
Noctua inornata är en fjärilsart som beskrevs av Edward Alfred Cockayne 1944. Noctua inornata ingår i släktet Noctua och familjen nattflyn. Inga underarter finns listade i Catalogue of Life.